# Ronde van de Sarthe 2015
De 63e editie van de Ronde van de Sarthe vond in 2015 plaats van 7 tot en met 10 april. De start was in Sablé-sur-Sarthe,  de finish in Le Lude. De ronde maakte deel uit van de UCI Europe Tour 2015, in de categorie 2.1. De Litouwer Ramūnas Navardauskas won voor de tweede maal op rij het eindklassement.

## Deelnemende ploegen
| WorldTour         | ProContinentaal              |
| ----------------- | ---------------------------- |
| AG2R La Mondiale  | Bretagne-Séché Environnement |
| FDJ               | Cofidis                      |
| Cannondale-Garmin | Europcar                     |
| Katjoesja         | Androni Giocattoli           |
| Movistar          | Colombia                     |
| Tinkoff-Saxo      | Cult Energy                  |
|                   | MTN-Qhubeka                  |
|                   | Roompot Oranje Peloton       |
|                   | Topsport Vlaanderen-Baloise  |
|                   | Wanty-Groupe Gobert          |

## Etappe-overzicht
| etappe | datum    | start            | finish      | type                | afstand  | winnaar        | klassementsleider    |
| ------ | -------- | ---------------- | ----------- | ------------------- | -------- | -------------- | -------------------- |
| 1e     | 7 april  | Sablé-sur-Sarthe | Varades     | Heuvelrit           | 188,2 km | Nacer Bouhanni | Nacer Bouhanni       |
| 2e     | 8 april  | Varades          | Angers      | Heuvelrit           | 83,9 km  | Anthony Roux   | Anthony Roux         |
| 3e     | 8 april  | Angers           | Angers      | Individuele tijdrit | 6,8 km   | Adriano Malori | Adriano Malori       |
| 4e     | 9 april  | Angers           | Pré-en-Pail | Heuvelrit           | 190,3 km | Manuele Boaro  | Manuele Boaro        |
| 5e     | 10 april | Abbaye de l'Épau | Le Lude     | Heuvelrit           | 178,5 km | Nacer Bouhanni | Ramūnas Navardauskas |

## Etappe-uitslagen

### 1e etappe
| Sablé-sur-Sarthe - Varades (188,2 km) |                       |                              |          |
| Plaats                                | Naam                  | Ploeg                        | Tijd     |
| Winnaar                               | Nacer Bouhanni        | Cofidis                      | 4u32'27" |
| 2                                     | Nathan Haas           | Cannondale-Garmin            | z.t.     |
| 3                                     | Raymond Kreder        | Roompot Oranje Peloton       | z.t.     |
| 4                                     | Aleksej Tsatevitsj    | Katjoesja                    | z.t.     |
| 5                                     | Tony Hurel            | Europcar                     | z.t.     |
| 6                                     | Thomas Boudat         | Europcar                     | z.t.     |
| 7                                     | Armindo Fonseca       | Bretagne-Séché Environnement | z.t.     |
| 8                                     | Juan Sebastián Molano | Colombia                     | z.t.     |
| 9                                     | Enrique Sanz          | Movistar                     | z.t.     |
| 10                                    | Russell Downing       | Cult Energy                  | z.t.     |
|                                       |                       |                              |          |
| 19                                    | Pieter Jacobs         | Topsport Vlaanderen-Baloise  | z.t.     |

| Algemeen klassement |                            |                              |          |
| Plaats              | Naam                       | Ploeg                        | Tijd     |
| Gele trui           | Nacer Bouhanni             | Cofidis                      | 4u32'17" |
| 2                   | Romain Lemarchand          | Cult Energy                  | + 1"     |
| 3                   | Nathan Haas                | Cannondale-Garmin            | + 4"     |
| 4                   | Jacques Janse van Rensburg | MTN-Qhubeka                  | z.t.     |
| 5                   | Raymond Kreder             | Roompot Oranje Peloton       | + 6"     |
| 6                   | Aleksej Tsatevitsj         | Katjoesja                    | + 10"    |
| 7                   | Tony Hurel                 | Europcar                     | z.t.     |
| 8                   | Thomas Boudat              | Europcar                     | z.t.     |
| 9                   | Armindo Fonseca            | Bretagne-Séché Environnement | z.t.     |
| 10                  | Juan Sebastián Molano      | Colombia                     | z.t.     |
|                     |                            |                              |          |
| 21                  | Pieter Jacobs              | Topsport Vlaanderen-Baloise  | z.t.     |

### 2e etappe
| Varades - Angers (83,9 km) |                    |                        |          |
| Plaats                     | Naam               | Ploeg                  | Tijd     |
| Winnaar                    | Anthony Roux       | FDJ                    | 2u04'57" |
| 2                          | Quentin Jauregui   | AG2R La Mondiale       | z.t.     |
| 3                          | Thomas Voeckler    | Europcar               | z.t.     |
| 4                          | Nacer Bouhanni     | Cofidis                | + 5"     |
| 5                          | Aleksej Tsatevitsj | Katjoesja              | z.t.     |
| 6                          | Michael Kolář      | Tinkoff-Saxo           | z.t.     |
| 7                          | Lorrenzo Manzin    | FDJ                    | z.t.     |
| 8                          | Marco Benfatto     | Androni Giocattoli     | z.t.     |
| 9                          | Raymond Kreder     | Roompot Oranje Peloton | z.t.     |
| 10                         | Geoffrey Soupe     | Cofidis                | z.t.     |
|                            |                    |                        |          |
| 16                         | Tim De Troyer      | Wanty-Groupe Gobert    | z.t.     |

| Algemeen klassement |                            |                        |          |
| Plaats              | Naam                       | Ploeg                  | Tijd     |
| Gele trui           | Anthony Roux               | FDJ                    | 6u37'11" |
| 2                   | Quentin Jauregui           | AG2R La Mondiale       | + 5"     |
| 3                   | Nacer Bouhanni             | Cofidis                | + 8"     |
| 4                   | Thomas Voeckler            | Europcar               | z.t.     |
| 5                   | Romain Lemarchand          | Cult Energy            | + 9"     |
| 6                   | Nathan Haas                | Cannondale-Garmin      | + 12"    |
| 7                   | Jacques Janse van Rensburg | MTN-Qhubeka            | z.t.     |
| 8                   | Raymond Kreder             | Roompot Oranje Peloton | + 14"    |
| 9                   | Aleksej Tsatevitsj         | Katjoesja              | + 18"    |
| 10                  | Thomas Boudat              | Europcar               | z.t.     |
|                     |                            |                        |          |
| 20                  | Tim De Troyer              | Wanty-Groupe Gobert    | z.t.     |

### 3e etappe
| Angers - Angers (6,8 km (ITT)) |                      |                        |       |
| Plaats                         | Naam                 | Ploeg                  | Tijd  |
| Winnaar                        | Adriano Malori       | Movistar               | 7'58" |
| 2                              | Alex Dowsett         | Movistar               | + 9"  |
| 3                              | Ramūnas Navardauskas | Cannondale-Garmin      | + 15" |
| 4                              | Tiago Machado        | Katjoesja              | + 16" |
| 5                              | Manuele Boaro        | Tinkoff-Saxo           | + 20" |
| 6                              | Jesús Herrada        | Movistar               | z.t.  |
| 7                              | Steven Cummings      | MTN-Qhubeka            | + 21" |
| 8                              | Nathan Haas          | Cannondale-Garmin      | + 22" |
| 9                              | Michael Valgren      | Tinkoff-Saxo           | z.t.  |
| 10                             | Christophe Laporte   | Cofidis                | + 25" |
|                                |                      |                        |       |
| 17                             | Jan Bakelants        | AG2R La Mondiale       | + 31" |
| 47                             | Maurits Lammertink   | Roompot Oranje Peloton | + 48" |

| Algemeen klassement |                      |                        |          |
| Plaats              | Naam                 | Ploeg                  | Tijd     |
| Gele trui           | Adriano Malori       | Movistar               | 6u45'27" |
| 2                   | Alex Dowsett         | Movistar               | + 9"     |
| 3                   | Anthony Roux         | FDJ                    | + 12"    |
| 4                   | Ramūnas Navardauskas | Cannondale-Garmin      | + 15"    |
| 5                   | Nathan Haas          | Cannondale-Garmin      | + 16"    |
| 6                   | Tiago Machado        | Katjoesja              | z.t.     |
| 7                   | Manuele Boaro        | Tinkoff-Saxo           | + 20"    |
| 8                   | Jesús Herrada        | Movistar               | z.t.     |
| 9                   | Steven Cummings      | MTN-Qhubeka            | + 21"    |
| 10                  | Michael Valgren      | Tinkoff-Saxo           | + 22"    |
|                     |                      |                        |          |
| 18                  | Jan Bakelants        | AG2R La Mondiale       | + 31"    |
| 47                  | Maurits Lammertink   | Roompot Oranje Peloton | + 48"    |

### 4e etappe
| Angers - Pré-en-Pail (190,3 km) |                      |                              |          |
| Plaats                          | Naam                 | Ploeg                        | Tijd     |
| Winnaar                         | Manuele Boaro        | Tinkoff-Saxo                 | 4u49'41" |
| 2                               | Pierre Rolland       | Europcar                     | z.t.     |
| 3                               | Jonathan Hivert      | Bretagne-Séché Environnement | z.t.     |
| 4                               | Pierrick Fédrigo     | Bretagne-Séché Environnement | z.t.     |
| 5                               | Arthur Vichot        | FDJ                          | z.t.     |
| 6                               | Tiago Machado        | Katjoesja                    | z.t.     |
| 7                               | Ramūnas Navardauskas | Cannondale-Garmin            | z.t.     |
| 8                               | Jan Bakelants        | AG2R La Mondiale             | z.t.     |
| 9                               | Steven Cummings      | MTN-Qhubeka                  | z.t.     |
| 10                              | Nathan Haas          | Cannondale-Garmin            | + 4"     |
|                                 |                      |                              |          |
| 12                              | Maurits Lammertink   | Roompot Oranje Peloton       | + 11"    |

| Algemeen klassement |                      |                              |           |
| Plaats              | Naam                 | Ploeg                        | Tijd      |
| Gele trui           | Manuele Boaro        | Tinkoff-Saxo                 | 11u35'18" |
| 2                   | Adriano Malori       | Movistar                     | + 3"      |
| 3                   | Ramūnas Navardauskas | Cannondale-Garmin            | + 5"      |
| 4                   | Tiago Machado        | Katjoesja                    | + 6"      |
| 5                   | Nathan Haas          | Cannondale-Garmin            | + 10"     |
| 6                   | Steven Cummings      | MTN-Qhubeka                  | + 11"     |
| 7                   | Arthur Vichot        | FDJ                          | + 20"     |
| 8                   | Pierre Rolland       | Europcar                     | z.t.      |
| 9                   | Jan Bakelants        | AG2R La Mondiale             | + 21"     |
| 10                  | Pierrick Fédrigo     | Bretagne-Séché Environnement | + 23"     |
|                     |                      |                              |           |
| 24                  | Maurits Lammertink   | Roompot Oranje Peloton       | + 49"     |

### 5e etappe
| Abbaye de l'Épau - Le Lude (178,5 km) |                      |                              |          |
| Plaats                                | Naam                 | Ploeg                        | Tijd     |
| Winnaar                               | Nacer Bouhanni       | Cofidis                      | 4u11'56" |
| 2                                     | Aleksej Tsatevitsj   | Katjoesja                    | z.t.     |
| 3                                     | Samuel Dumoulin      | AG2R La Mondiale             | z.t.     |
| 4                                     | Tony Hurel           | Europcar                     | z.t.     |
| 5                                     | Leonardo Duque       | Colombia                     | z.t.     |
| 6                                     | Armindo Fonseca      | Bretagne-Séché Environnement | z.t.     |
| 7                                     | Ramūnas Navardauskas | Cannondale-Garmin            | z.t.     |
| 8                                     | Raymond Kreder       | Roompot Oranje Peloton       | z.t.     |
| 9                                     | Jan Bakelants        | AG2R La Mondiale             | z.t.     |
| 10                                    | Sven Erik Bystrøm    | Katjoesja                    | z.t.     |

## Eindklassementen
| Plaats    | Naam                 | Ploeg                        | Tijd      |
| --------- | -------------------- | ---------------------------- | --------- |
| Gele trui | Ramūnas Navardauskas | Cannondale-Garmin            | 15u47'13" |
| 2         | Manuele Boaro        | Tinkoff-Saxo                 | + 1"      |
| 3         | Adriano Malori       | Movistar                     | + 4"      |
| 4         | Tiago Machado        | Katjoesja                    | + 7"      |
| 5         | Nathan Haas          | Cannondale-Garmin            | + 9"      |
| 6         | Steven Cummings      | MTN-Qhubeka                  | + 12"     |
| 7         | Jan Bakelants        | AG2R La Mondiale             | + 20"     |
| 8         | Arthur Vichot        | FDJ                          | + 21"     |
| 9         | Pierrick Fédrigo     | Bretagne-Séché Environnement | + 24"     |
| 10        | Aleksej Tsatevitsj   | Katjoesja                    | + 26"     |
| 11        | Pierre Rolland       | Europcar                     | + 27"     |
| 12        | Jonathan Hivert      | Bretagne-Séché Environnement | + 28"     |
| 13        | Sven Erik Bystrøm    | Katjoesja                    | + 32"     |
| 14        | Anthony Delaplace    | Bretagne-Séché Environnement | + 36"     |
| 15        | Rasmus Guldhammer    | Cult Energy                  | + 42"     |
| 16        | Yukiya Arashiro      | Europcar                     | + 43"     |
| 17        | Simone Stortoni      | Androni Giocattoli           | z.t.      |
| 18        | Jesús Herrada        | Movistar                     | + 47"     |
| 19        | Leonardo Duque       | Colombia                     | + 48"     |
| 20        | Laurent Pichon       | FDJ                          | + 49"     |
|           |                      |                              |           |
| 21        | Maurits Lammertink   | Roompot Oranje Peloton       | + 50"     |

| Plaats      | Naam                 | Ploeg                  | Punten |
| ----------- | -------------------- | ---------------------- | ------ |
| Groene trui | Nacer Bouhanni       | Cofidis                | 64     |
| 2           | Aleksej Tsatevitsj   | Katjoesja              | 49     |
| 3           | Ramūnas Navardauskas | Cannondale-Garmin      | 38     |
|             |                      |                        |        |
| 6           | Raymond Kreder       | Roompot Oranje Peloton | 31     |
| 11          | Jan Bakelants        | AG2R La Mondiale       | 18     |

| Plaats    | Naam           | Ploeg                       | Punten |
| --------- | -------------- | --------------------------- | ------ |
| Roze trui | Louis Meintjes | MTN-Qhubeka                 | 28     |
| 2         | Pieter Jacobs  | Topsport Vlaanderen-Baloise | 18     |
| 3         | Marco Minnaard | Wanty-Groupe Gobert         | 13     |

| Plaats      | Naam              | Ploeg                       | Tijd      |
| ----------- | ----------------- | --------------------------- | --------- |
| Blauwe trui | Sven Erik Bystrøm | Katjoesja                   | 15u47'45" |
| 2           | Louis Meintjes    | MTN-Qhubeka                 | + 27"     |
| 3           | Michael Valgren   | Tinkoff-Saxo                | + 37"     |
|             |                   |                             |           |
| 5           | Floris De Tier    | Topsport Vlaanderen-Baloise | + 1'03"   |
| 14          | Etienne van Empel | Roompot Oranje Peloton      | + 20'00"  |

| Plaats | Ploeg                        | Tijd      |
| ------ | ---------------------------- | --------- |
|        | Cannondale-Garmin            | 47u22'44" |
| 2      | Katjoesja                    | + 6"      |
| 3      | Bretagne-Séché Environnement | + 20"     |
|        |                              |           |
| 8      | Roompot Oranje Peloton       | + 2'52"   |
| 9      | Topsport Vlaanderen-Baloise  | + 3'31"   |

## Klassementenverloop
| Etappe       | Winnaar        | Algemeen klassement · | Puntenklassement · | Bergklassement ·           | Jongerenklassement · | Ploegenklassement · |
| ------------ | -------------- | --------------------- | ------------------ | -------------------------- | -------------------- | ------------------- |
| 1            | Nacer Bouhanni | Nacer Bouhanni        | Nacer Bouhanni     | Jacques Janse van Rensburg | Thomas Boudat        | Cannondale-Garmin   |
| 2            | Anthony Roux   | Anthony Roux          | Nacer Bouhanni     | Jacques Janse van Rensburg | Quentin Jauregui     | Europcar            |
| 3            | Adriano Malori | Adriano Malori        | Nacer Bouhanni     | Jacques Janse van Rensburg | Michael Valgren      | Movistar            |
| 4            | Manuele Boaro  | Manuele Boaro         | Nacer Bouhanni     | Louis Meintjes             | Jay McCarthy         | Cannondale-Garmin   |
| 5            | Nacer Bouhanni | Ramūnas Navardauskas  | Nacer Bouhanni     | Louis Meintjes             | Sven Erik Bystrøm    | Cannondale-Garmin   |
| 0Eindstanden | 0Eindstanden   | Ramūnas Navardauskas  | Nacer Bouhanni     | Louis Meintjes             | Sven Erik Bystrøm    | Cannondale-Garmin   |

Etappewedstrijden

 Ster van Bessèges · 
 Ronde van de Algarve · 
 Ruta del Sol · 
 Ronde van de Haut-Var · 
 Driedaagse van West-Vlaanderen · 
 Internationale Wielerweek · 
 Internationaal Wegcriterium · 
 Driedaagse van De Panne-Koksijde · 
 Ronde van de Sarthe · 
 Ronde van Castilië en León · 
 Ronde van Trentino · 
 Ronde van Kroatië · 
 Ronde van Turkije · 
 Ronde van Yorkshire · 
 Ronde van Asturië · 
 Vierdaagse van Duinkerke · 
 Ronde van Azerbeidzjan · 
 Ronde van Madrid · 
 Ronde van Beieren · 
 Ronde van Picardië · 
 Ronde van Noorwegen · 
 World Ports Classic · 
 Tour des Fjords · 
 Ronde van Estland · 
 Ronde van België · 
 Ronde van Luxemburg · 
 Boucles de la Mayenne · 
 Ster ZLM Toer · 
 Ronde van Slovenië · 
 Route du Sud · 
 Sibiu Cycling Tour · 
 Ronde van Oostenrijk · 
 Ronde van Wallonië · 
 Ronde van Portugal · 
 Ronde van Burgos · 
 Ronde van Denemarken · 
 Ronde van de Ain · 
 Ronde van Tsjechië · 
 Arctic Race of Norway · 
 Ronde van de Limousin · 
 Ronde van Poitou-Charentes · 
 Ronde van Groot-Brittannië · 
 Ronde van Gévaudan Languedoc-Roussillon · 
 Eurométropole Tour
Eendaagse wedstrijden

 Trofeo Santanyí-Ses Salines-Campos · 
 Trofeo Andratx-Mirador d'Es Colomer · 
 Trofeo Serra de Tramuntana · 
 Trofeo Playa de Palma-Palma · 
 GP La Marseillaise · 
 Grote Prijs van de Etruskische Kust · 
 Ronde van Murcia · 
 Clásica de Almería · 
 Trofeo Laigueglia · 
 Omloop Het Nieuwsblad · 
 Classic Sud Ardèche · 
 GP Lugano · 
 La Drôme Classic · 
 Kuurne-Brussel-Kuurne · 
 Le Samyn · 
 Strade Bianche · 
 Ronde van Drenthe · 
 Dwars door Drenthe · 
 Nokere Koerse · 
 GP Nobili Rubinetterie · 
 Handzame Classic · 
 Ronde van Zeeland Seaports · 
 Classic Loire-Atlantique · 
 Grote Prijs van Cholet-Pays de Loire · 
 Dwars door Vlaanderen · 
 Classica Corsica · 
 Route Adélie de Vitré · 
 Grote Prijs Miguel Indurain · 
 Volta Limburg Classic · 
 Ronde van La Rioja · 
 Parijs-Camembert · 
 Scheldeprijs · 
 Klasika Primavera · 
 Brabantse Pijl · 
 GP Denain · 
 Ronde van de Finistère · 
 Tro Bro Léon · 
 La Roue Tourangelle · 
 Ronde van de Apennijnen · 
 Grote Prijs van de Somme · 
 Grote Prijs van Plumelec · 
 ProRace Berlin · 
 Boucles de l'Aulne · 
 GP Kanton Aargau · 
 Ronde van Keulen · 
 Ronde van Limburg · 
 Velothon Wales · 
 Halle-Ingooigem · 
 Trofeo Matteotti · 
 GP Cerami · 
 GP Industria & Artigianato-Larciano · 
 Prueba Villafranca de Ordizia · 
 Ronde van Toscane · 
 Circuito de Getxo · 
 Polynormande · 
 RideLondon Classic · 
 GP Stad Zottegem · 
 Arnhem-Veenendaal Classic · 
 GP Jef Scherens · 
 Druivenkoers Overijse · 
 Schaal Sels · 
 Brussels Cycling Classic · 
 GP Fourmies · 
 Velothon Stockholm · 
 Ronde van de Doubs · 
 Coppa Bernocchi · 
 Coppa Agostoni · 
 GP van Wallonië · 
 Kampioenschap van Vlaanderen · 
 Memorial Marco Pantani · 
 Grote Prijs Impanis-Van Petegem · 
 GP van Isbergues · 
 GP Industria & Commercio di Prato · 
 Omloop van het Houtland · 
 Duo Normand · 
 Ronde van de Drie Valleien · 
 Milaan-Turijn · 
 Ronde van Piemonte · 
 Ronde van het Münsterland · 
 Ronde van de Vendée · 
 Memorial Frank Vandenbroucke · 
 Coppa Sabatini · 
 Parijs-Bourges · 
 Ronde van Emilia · 
 GP Beghelli · 
 Parijs-Tours · 
 Nationale Sluitingsprijs · 
 Chrono des Nations